# HD 154555
HD 154555，又名CP-61 5842，SAO 253818、HR 6356，是一颗恒星，视星等为6.39，位于銀經329.02，銀緯-12.75，其B1900.0坐标为赤經17h 0m 58.6s，赤緯-61° -12.75′ 39″。